# Veude (affluent de la Vienne)
Pour les articles homonymes, voir Veude (homonymie).
La Veude est une rivière française qui coule dans les départements de la Vienne et d'Indre-et-Loire, en région Centre-Val de Loire et Nouvelle-Aquitaine. C'est un affluent gauche de la Vienne, donc un sous-affluent de la Loire.

## Géographie
La Veude prend sa source sur le territoire de la commune de Thuré, à 150 m d'altitude, dans le bois de la Brangeardière, dans le département de la Vienne.
Elle se dirige d'emblée vers le nord-nord-ouest, direction qu'elle ne quitte plus jusqu'à la fin de son parcours de plus de 41,6 kilomètres,
Elle se jette dans la Vienne en rive gauche, à 36 m d'altitude, à la limite entre les communes d'Anché et de Rivière, à peu de distance en amont de la ville de Chinon.

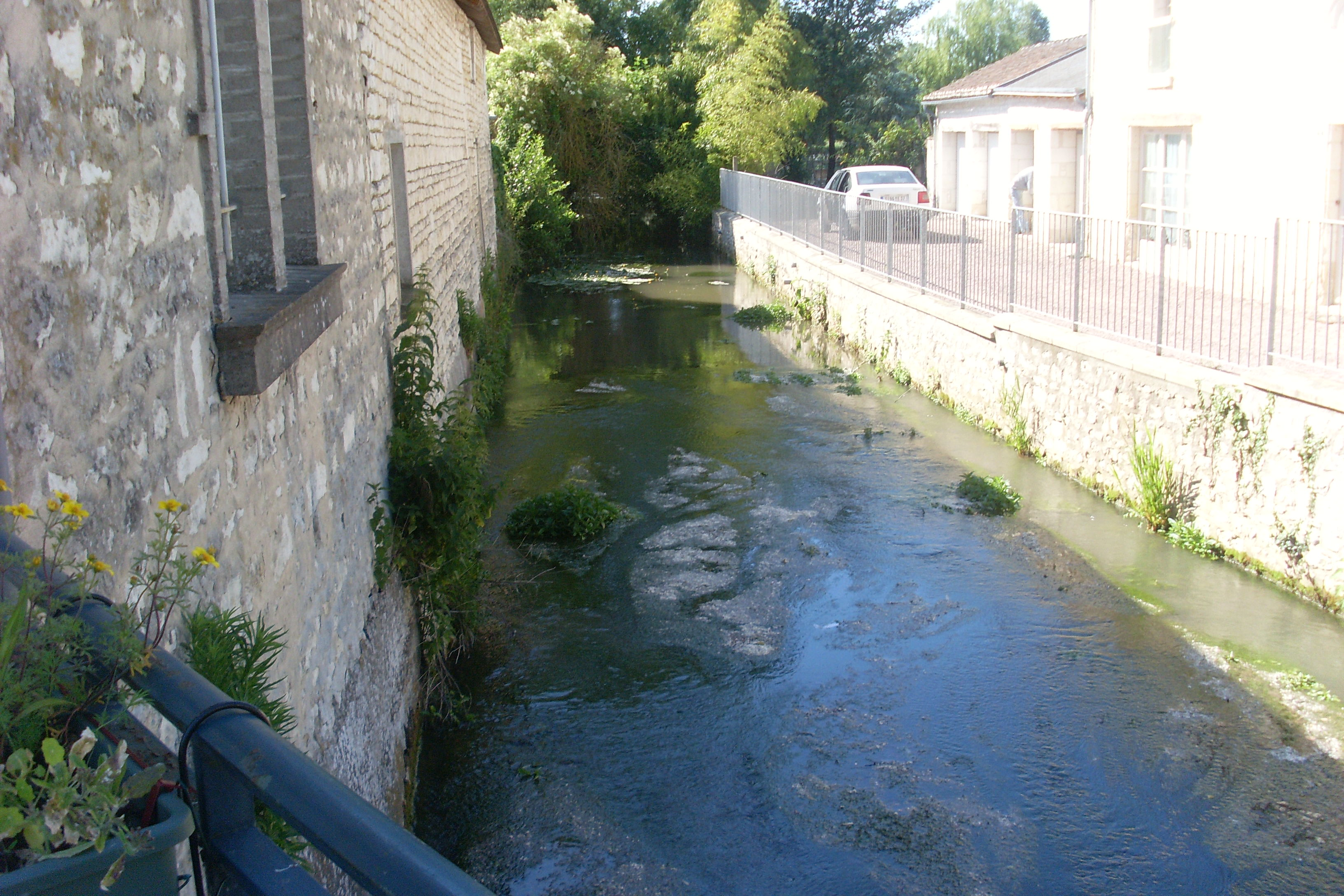
La Veude à Champigny-sur-Veude
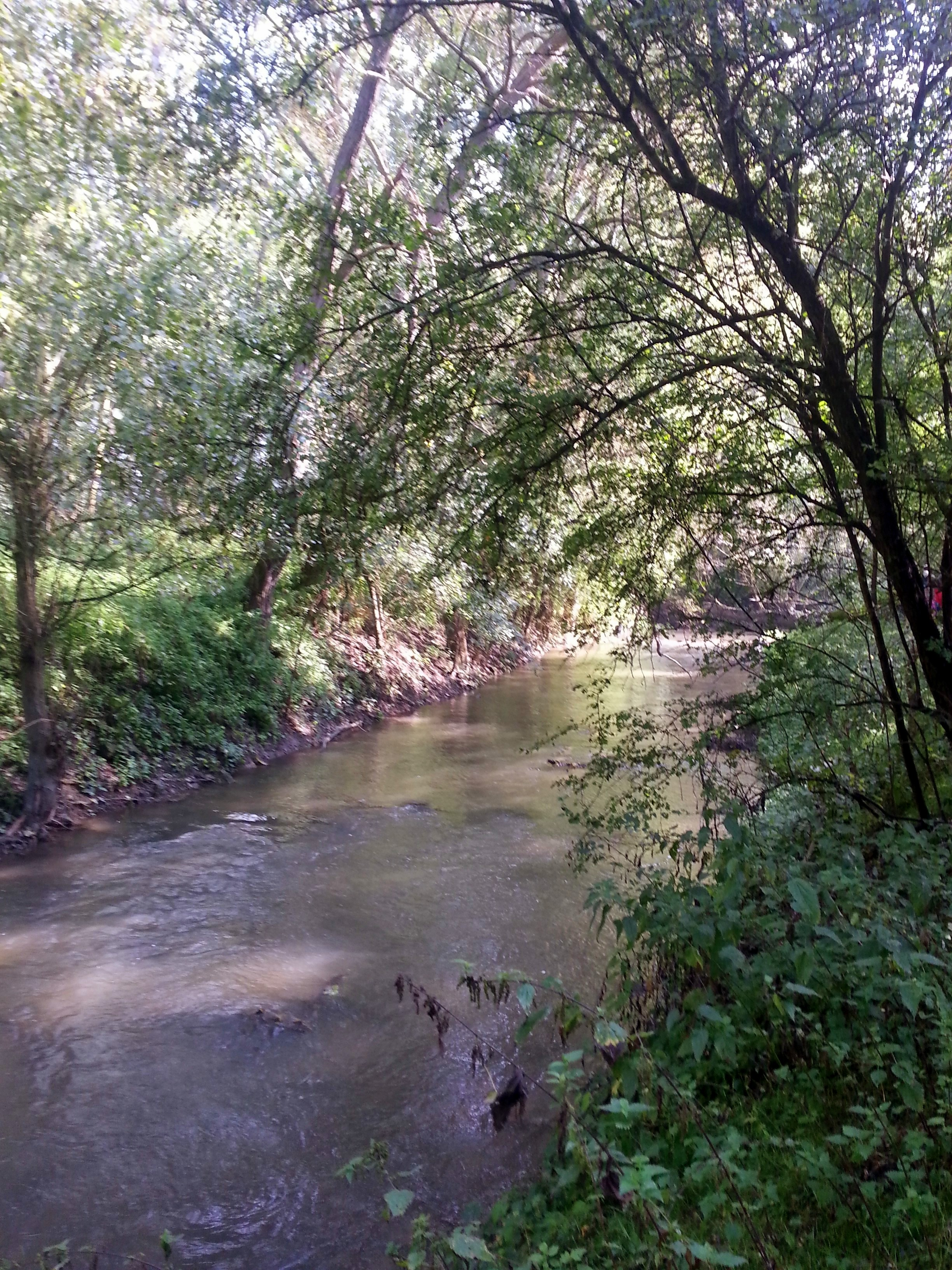
La Veude près de sa confluence à hauteur de Rivière.

### Communes traversées
La Veude traverse ou longe les quatorze communes suivantes, d'amont en aval, dans le département de la Vienne, Thuré, Sossais, Saint-Gervais-les-Trois-Clochers et Saint-Christophe, et dans le département d'Indre-et-Loire : Jaulnay, Razines, Braslou, Braye-sous-Faye, Chaveignes, Champigny-sur-Veude, Assay, Lémeré, Ligré, Anché et Rivière.
Soit en termes de cantons, la Veude prend source dans le canton de Châtellerault-1, traverse le canton de Châtellerault-2, canton de Sainte-Maure-de-Touraine, conflue dans le canton de Chinon, dans les arrondissements de Châtellerault et de Chinon.

### Toponyme
La Veude a donné son nom à la commune de Champigny-sur-Veude.

### Organisme gestionnaire
L'organisme gestionnaire est l'EPTB Loire, sis à Orléans.

## Affluents
- le Mable (rg), 25,3 km sur neuf communes avec six tronçons affluents et conflue à Champigny-sur-Veude. Cet affluent est de rang de Strahler trois.
- le Vivaron (rg) conflue à Champigny-sur-Veude.
- la Font Benête (rd) à Saint-Gervais-les-Trois-Clochers
- le ruisseau de Basché (rg)
- le ruisseau de Camaillard (rg),
- le ruisseau de la fontaine d'Ozon à Razines

Le rang de Strahler est donc de quatre.
Après son entrée en Indre-et-Loire, la Veude n'aura plus aucun affluent en rive droite.

## Hydrologie

### La Veude à Lémeré
Le débit de la Veude a été observé durant une période de 22 ans (1997-2019), à Lémeré, localité du département d'Indre-et-Loire située peu avant son confluent avec la Vienne. La surface étudiée est de 412 km2, soit la presque totalité du bassin versant de la rivière[réf. nécessaire].
Le module de la rivière à Lémeré est de 1,28 m3/s calculé sur une période de vingt ans de 1998 à 2018.
La Veude présente des fluctuations saisonnières de débit bien marquées, comme très souvent dans le bassin de la Loire. Les hautes eaux se déroulent en hiver et au début du printemps, et se caractérisent par des débits mensuels moyens allant de 1,41 à 2,27 m3/s, de décembre à avril inclus (avec un maximum en janvier). À partir du mois de mai, le débit baisse progressivement jusqu'aux basses eaux d'été qui ont lieu de juillet à octobre inclus, entraînant une  baisse du débit mensuel moyen jusqu'au plancher de 0,311 m3/s au mois de septembre, ce qui reste très confortable. Mais ces moyennes mensuelles cachent des fluctuations plus prononcées sur de courtes périodes ou selon les années.

### Étiage ou basses eaux
Aux étiages, le VCN3 peut chuter jusque 0,011 m3/s (onze litres/s), en cas de période quinquennale sèche, ce qui est doit être considéré comme très sévère, le cours d'eau étant alors réduit à peu de chose. Mais ce fait est assez fréquent parmi les rivières des plaines ligériennes.
Le débit minimum sur 3 jours consécutifs a été de 0,007 m3/s observé entre le 3 au 5 septembre 2005

### Crues
Les crues sont généralement assez modérées, ce qui contraste avec le régime de la plupart des cours d'eau du bassin de la Vienne. La série des QIX n'a jamais été calculée étant donné la trop faible durée d'observation des débits de la rivière.
Le débit instantané maximal enregistré à Lémeré a été de 24,9 m3/s le 20 juin 2013, tandis que la valeur journalière maximale était de 22,6 m3/s le même jour.
La Veude a connu cependant des crues antérieures à l'installation de la station de relevés à Lémeré dont l'une où la hauteur de l'eau a atteint les portes du bourg de Razines à plus de 12 kilomètres avant que la Veude reçoive son principal affluent le Mable.

### Lame d'eau et débit spécifique
La Veude est une rivière très peu abondante. La lame d'eau écoulée dans son bassin versant est de 99 millimètres annuellement, soit moins du tiers de la moyenne d'ensemble de la France (plus ou moins 320 millimètres par an). C'est largement inférieur à la moyenne du bassin de la Loire (245 millimètres par an) et aussi du Layon (139 mm/an) et du Loir (129 mm/an), autres cours d'eau de la région eux-mêmes fort peu abondants. Le débit spécifique (ou Qsp) atteint le chiffre très médiocre de 3,15 litres par seconde et par kilomètre carré de bassin.
Les précipitations moyennes sur son bassin sont généralement comprises entre 600 et 650 mm par an d'où une faible lame d'eau écoulée.